# Duisburger Intelligenz-Zettel

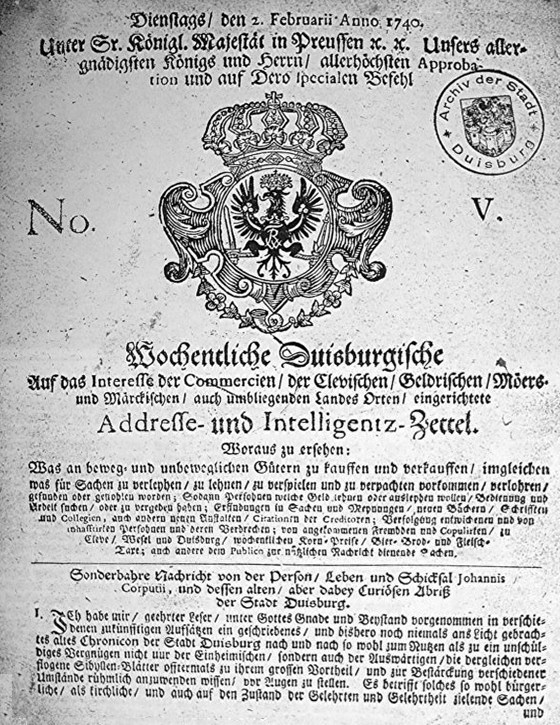
1740

Der Duisburger Intelligenz-Zettel, bis 1776 Duisburgische Adresse- und Intelligentz-Zettel, bis 1787 Duisburgischer Intelligenz-Zettel,  war eine Zeitschrift, die in Duisburg in den Jahren 1727 bis 1744 und von 1750 bis 1805 erschien. Ihre hauptsächliche Intention war die Förderung der regionalen Wirtschaft. Sie wurde wöchentlich herausgegeben und durch die Postbehörde verteilt. Aus ihr war zu ersehen:

„Was an beweg- und unbeweglichen Gütern zu kauffen und zu verkauffen, imgleichen was für Sachen zu verleyhen, zu lehnen zu verspielen und zu verpachten vorkommen, verloren, gefunden oder gestohlen worden, So dann Persohnen, welche Geldt lehnen oder ausleyhen wollen, Bedienung und Arbeit suchen, oder zu vergeben haben, Erfindungen in Sachen und Meynungen, neuen Bücher, Schriften und Collegien, auch andern neuen Anstalten, Citationen bey Concursen und der Creditoren, Verfolgung entwichenen und inhafftirten Persohnen und deren Verbrechen, von angekommenen Frembden, Copulierten, gebohrnen und gestorbenen, zu Cleve, Wesel und Duisburg, nebst dem Wechsel- und Species-Cours, wochentlichen Korn-Preise, Bier-, Brod- und Fleisch-Taxe, auch andere dem Publico zur nützlichen Nachricht dienende Sachen.“

Hervorzuheben sind jedoch auch die Beiträge zur Stadtgeschichte von Duisburg von Johann Hildebrand Withof vor dem Hintergrund der Aufklärung. Zu den weiteren Autoren zählt Johann Gottlob Leidenfrost. Gegen Ende des 18. Jahrhunderts hatte die achtseitige Publikation ein Format von 19 × 16 cm. 

## Exemplare
Sammelbände der Zeitschrift sind unter anderem im Stadtarchiv Duisburgs und im Stadtarchiv von Wesel einsehbar.

## Nachweise
1. ↑  Bernd Sösemann: Kommunikation und Medien in Preussen vom 16. bis zum 19. Jahrhundert (= Beiträge zur Kommunikationsgeschichte. Bd. 12). Steiner, Stuttgart 2002, ISBN 3-515-08129-1.
2. ↑  https://www.wesel.de/system/files/2023-12/findbuch_z2.pdf.